# New York Giants
New York Giants su profesionalni klub američkog nogometa is East Rutherforda u New Jerseyu. Natječu se u istočnoj diviziji NFC konferencije NFL lige.
Klub je osnovan 1925. godine, a dosad je osvojio 8 naslova prvaka, od toga 4 u eri Super Bowla.
Giantsi domaće utakmice igraju na MetLife Stadiumu, kojeg dijele zajedno s New York Jetsima. 
Giantsi ljetnje trening kampove održavaju u centru za treniranje Quest Diagnostics u športskom kompleksu Meadowlands, u kojem je sjedište kluba.

## Povijest kluba

### Počeci kluba i prva tri osvojena naslova
Prvu sezonu Giantsi su u NFL-u odigrali 1925. godine. Bili su jedna od pet momčadi koja se udružila u NFL, a do danas jedino su Giantsi ostali postojati od te skupine. Prvi veliki uspjeh dolazi 1927. kada kao momčad s najviše pobjeda u sezoni (11 u 13 utakmica) osvajaju naslov prvaka. Steve Owen preuzima momčad kao trener 1931., a NFL liga 1933. dijeli momčadi u dvije divizije (istočnu i zapadnu) te o naslovu prvaka po prvi put odlučuje utakmica doigravanja između pobjednika dviju divizija. Giantsi ulaze u to prvo finale i u njemu igraju protiv pobjednika zapadne divizije Chicago Bearsa, ali gube 23:21. Međutim, Giantsi se već sljedeće sezone osvećuju Bearsima za poraz te ih u utakmici za naslov pobjeđuju 30:13. Po treći put zaredom osvajaju diviziju 1935., ali u finalu gube od Detroit Lionsa. 
Svoje treće prvenstvo Giantsi osvajaju 1938. predvođeni Melom Heinom, MVP-em lige te sezone. Hein je tada igrao i u obrani (na mjestu linebackera) i u napadu (kao centar). Ovaj put u finalu pobjeđuju Green Bay Packerse te potvrđuju titulu možda i najbolje ekipe tog razdoblja.

### Od 1954. do 1979.
Giantsi ostaju pri vrhu i sljedećih nekoliko sezona, te do odlaska trenera Owena iz momčadi 1953. uspijevaju doći do utakmice za naslov još 4 puta. Jim Lee Howell preuzima momčad 1954., te momčad predvođenu halfbackom Frankom Giffordom, tackleom Rooseveltom Brownom, defensive backom Emlenom Tunnellom, linebackerom Samom Huffom i quarterbackom Charliem Conerlyem dovodi 1956. do osvajanja konferencije. Gifford je proglašen za MVP-a sezone, a Giantsi ulaze u utakmicu za naslov protiv starih rivala Chicago Bearsa. Tu nadmoćno pobjeđuju s 47:7 i osvajaju svoj četvrti naslov. Već 1958. su ponovno u finalu. Giantsi igraju protiv Baltimore Coltsa te u utakmici koju mnogi nazivaju najboljom ikad odigranom gube 23:17 nakon produžetaka. Do 1963. osvajaju svoju konferenciju još 4 puta, ali gube u sve četiri finalne utakmice (još jednom od Coltsa, dvaput od Green Bay Packersa i jednom od Chicago Bearsa. U tom razdoblju momčad predvode trener Allie Sherman (1961. i 1962. proglašen za trenera godine) i quarterback Y.A. Tittle (1962. i 1963. MVP sezone). Giantsi su se od svog osnivanja 1925. do 1963. našli u finalu 15 puta u kojem su izgubili 11 puta, te su uz Green Bay Packerse i Chicago Bearse najuspješnija momčad ere prije Super Bowla.
Za Giantse tada nastupa razdoblje od čak 17 sezona bez doigravanja. Iako su za momčad igrali igrači kao quarterbackovi Fran Tarkenton i Norm Snead, wide receiver Homer Jones i tight end Bob Tucker, Giantsi imaju samo dvije pobjedničke sezone od 1964. do 1980. Unatoč tome, pomalo se počinje graditi pobjednička momčad dolascima quarterbacka Phila Simmsa 1979. i linebackera Harryja Carsona 1978. i Lawrencea Taylora 1981. Te 1981. Giantsi po prvi put u posljednjih 18 sezona dolaze do doigravanja, gdje u konferencijskom finalu gube od San Francisco 49ersa (38:24).

### Era Billa Parcellsa i Phila Simmsa
Ključni događaj za Giantse je dovođenje Billa Parcellsa za trenera 1983. Unatoč samo 3 pobjede u 16 utakmica u njegovoj prvoj sezoni, Giantsi su u doigravanju 1984. i 1985. kada dolaze do divizijske runde doigravanja. Simms, Taylor, Carson, tight end Mark Bavaro i running back Joe Morris dovode Giantse 1986. do čak 14 pobjeda u regularnom dijelu sezone, što im je najbolji rezultat u povijesti. Taylor je proglašen za MVP-a sezone, a Parcells za trenera godine. U doigravanju Giantsi nakon dominantnih pobjeda (49:3 protiv San Francisco 49ersa i 17:0 protiv Washington Redskinsa) dolaze do svog prvog Super Bowla u povijesti. Tamo ih čekaju Denver Broncosi i quarterback John Elway. U utakmici igranoj u Pasadeni u Kaliforniji, Giantsi pobjeđuju 39:20, a Simms je proglašen za MVP-a Super Bowla. Nakon dolaska do divizijske runde 1989., Giantsi su ponovno u Super Bowlu 1990. Sezonu započinju s 10 pobjeda zaredom, a u doigravanju se u konferencijskom finalu ponovno susreću s drugom velikom momčadi te ere, San Francisco 49ersima, prvacima prethodne dvije sezone. U tijesnoj utakmici Giantsi pobjeđuju s 15:13 te se plasiraju u Super Bowl, po drugi puta u zadnjih pet godina. U Super Bowlu igraju protiv Buffalo Billsa, te u utakmici u kojoj dominiraju posjedom lopte, pobjeđuju 20:19 i osvajaju ukupno šesti naslov. 
Parcells odlazi iz kluba 1990., a u devedesetima ga nasljeđuju Ray Handley i Dan Reeves, ali bez zapaženijih rezultata. Jim Fassel preuzima momčad 1997. i u svojoj prvoj sezoni osvaja diviziju, te je proglašen trenerom godine. Predvođeni defensive endom Michaelom Strahanom, quarterbackom Kerryjem Collinsom, running backom Tikijem Barberom i linebackerom Jessiejem Armsteadom, Giantsi ponovno osvajaju diviziju 2000. U doigravanju pobjeđuju Philadelphia Eaglese i Minnesota Vikingse (s čak 41:0) i dolaze do svog trećeg Super Bowla u povijesti. U utakmici igranoj u Tampi, Giantsi igraju protiv Baltimore Ravensa predvođenih Rayem Lewisom, ali gube 34:7.

### Era Toma Coughlina i Elija Manninga
Nakon loše sezone 2003., momčad preuzima trener Tom Coughlin, a Giantsi na draftu biraju quarterbacka Elija Manninga. Nakon ispadanja u wild-card rundi doigravanja 2005. i 2006., Giantsi 2007, osvajaju konferenciju pobjedom nad Green Bay Packersima i ulaze u Super Bowl gdje ih čekaju te sezone nepobijeđeni New England Patriotsi koje predvode trener Bill Belichick i quarterback Tom Brady. Međutim, Giantsi sve šokiraju pobjedom 17:14, a Manning je proglašen MVP-jem Super Bowla. 
Nakon većinom neuvjerljive igre u regularnom dijelu sezone 2011. Giantsi ipak podižu tempo pred kraj sezone te sa samo 9 pobjeda osvajaju svoju diviziju. Ipak, u doigravanju redom pobjeđuju Atlanta Falconse, Green Bay Packerse i San Francisco 49erse, te ih u finalnoj utakmici čeka ponovni susret s Patriotsima. Patriotsi su ponovno favoriti i vode na poluvremenu Super Bowla igranog u Indianapolisu 10:9, ali kao i prije četiri godine, Giantsi pobjeđuju (21:17). Giantsi tako osvajaju ukupno osmi naslov u povijesti, četvrti u eri Super Bowla.

## Učinak po sezonama od 2008.
| Sezona | Liga | Konferencija | Divizija | Regularni dio sezone | Regularni dio sezone | Regularni dio sezone | Regularni dio sezone | Uspjeh u doigravanju         |
| Sezona | Liga | Konferencija | Divizija | Poz.                 | Pob.                 | Por.                 | Ner.                 | Uspjeh u doigravanju         |
| ------ | ---- | ------------ | -------- | -------------------- | -------------------- | -------------------- | -------------------- | ---------------------------- |
| 2008.  | NFL  | NFC          | Istok    | 1.                   | 12                   | 4                    | 0                    | poraženi u divizijskoj rundi |
| 2009.  | NFL  | NFC          | Istok    | 3.                   | 8                    | 8                    | 0                    |                              |
| 2010.  | NFL  | NFC          | Istok    | 2.                   | 10                   | 6                    | 0                    |                              |
| 2011.  | NFL  | NFC          | Istok    | 1.                   | 9                    | 7                    | 0                    | osvojili Super Bowl XLVI     |
| 2012.  | NFL  | NFC          | Istok    | 2.                   | 9                    | 7                    | 0                    |                              |
| 2013.  | NFL  | NFC          | Istok    | 3.                   | 7                    | 9                    | 0                    |                              |
| 2014.  | NFL  | NFC          | Istok    | 3.                   | 6                    | 10                   | 0                    |                              |
| 2015.  | NFL  | NFC          | Istok    | 3.                   | 6                    | 10                   | 0                    |                              |
| 2016.  | NFL  | NFC          | Istok    | 2.                   | 11                   | 5                    | 0                    | poraženi u wild-card rundi   |
| 2017.  | NFL  | NFC          | Istok    | 4.                   | 3                    | 13                   | 0                    |                              |
| 2018.  | NFL  | NFC          | Istok    | 4.                   | 5                    | 11                   | 0                    |                              |